# Proporcionalnost
U matematici, fizici i vezanim disciplinama proporcionalnost je vrsta zavisnosti između dvije veličine. Kažemo da su dvije veličine proporcionalne ako je njihov omjer konstantan. Ako su dvije varijable x i y proporcionalne, postoji neka konstanta k takva da uvijek vrijedi:
x = k · y
Proporcionalnost često nalazimo u matematici i u prirodnim znanostima. Primjerice, opseg kruga proporcionalan je njegovom promjeru. Naime, omjer opsega i promjera je uvijek jednak 3,14159…, tj. broju pi. U fizici, ako se neko tijelo giba jednoliko bez ubrzanja i usporavanja, tada je put koji ono prevagne proporcionalan trajanju gibanja. Omjer puta i trajanja je brzina. Označimo li put sa s, proteklo vrijeme s t, a brzinu s v, tada vrijedi
s = vt
Proporcionalnost puta i vremena tada obično zapisujemo kao s ~ t ili s ∝ t.

## Obrnuta proporcionalnost
Obrnuta proporcionalnost je odnos među dvama veličinama koje nisu povezane konstantnim omjerom nego konstantim umnoškom. Ako su veličine x i y obrnuto proporcionalne, postoji konstanta k takva da je uvijek:
x · y = k
Na primjer, u utrci na 100 metara (šprint) prosječna brzina trkača obrnuto je proporcionalna vremenu koje treba da stigne na cilj, a konstanta proporcionalnosti iznosi 100 m. Ne postoji poseban simbol za obrnutu proporcionalnost, ali možemo zapisati:
v ~ 1 / t

## Potencije
Često u prirodi nalazimo da neka veličina zavisi o nekoj potenciji druge veličine. Primjerice, ploština pravilnog mnogokuta proporcionalna je kvadratu (drugoj potenciji) njegove stranice. Dakle, ako udvostručimo duljine svih stranica mnogokuta, ploštinu njegove površine ćemo učetverostručiti. Jakost gravitacijske i elektromagnetske sile između dva tijela obrnuto je propocionalna kvadratu njihove međusobne udaljenosti.

## Vezani članci
- Proporcije
- Sličnost (geometrija)
- Korelacija

## Vanjske poveznice
- Lekcija o proporcionalnosti na web stranici e-skole.hr[neaktivna poveznica]